# Bozovici
Bozovici là một xã thuộc hạt Caraș-Severin, România. Dân số thời điểm năm 2002 là 3302 người.